# LFC TV
LFC TV (Liverpool TV) – brytyjska stacja telewizyjna klubu sportowego FC Liverpool. Transmitowane są na nim mecze piłkarskie. Wystartował on 27 września 2007 roku.

## Prezenterzy
- Claire Rourke
- Peter McDowall
- Matt Critchley
- Paul Salt
- John Barnes

## Ramówka
- Dziewięćdziesiąt minut powtórek z każdego meczu Liverpoolu w Premier League, Ligi Mistrzów i Carling Cup i w tym po meczu analizy w studio.
- Programy / filmy dokumentalne na temat historii klubu.
- Program informacyjny emitowany od poniedziałku do piątku o 18:00.